# Margrit Zimmermann
Margrit Zimmermann (geboren in 1927) is een Zwitsers pianiste, componiste, dirigente en muziekpedagoge.

## Biografie
Margrit Zimmermann werd geboren in Bern, Zwitserland. Aldaar studeerde ze piano bij Jeanne Bovet en compositie bij Walter Furrer. Later studeerde ze in Lausanne bij Denise Bidal en Alfred Cortot. Ze zette haar studies voort aan het École Normale de Musique de Paris, waar ze compositie studeerde bij Arthur Honegger. Ze studeerde er af als pianist in 1952.
Zimmerman studeerde directie bij Ewald Körner in Bern en nam masterclasses bij Igor Markevitsj in Monte Carlo en Hans Swarowski in Ossiach. De jaren erna gaf ze muziekles en ging ze aan de slag als dirigent. Ze studeerde compositie bij Aurelio Maggioni en Umberto Rotondi aan het Conservatorio Giuseppe Verdi in Milaan, waar ze haar diploma in compositie behaalde in 1978. Ze studeerde ook bij Umberto Cattini.
In 1973 stichtte Zimmerman een orkest in Bern. Ze ontving de Jubiläumsstiftung der Schweizerischen Bankgesellschaft prijs in 1986, de Female composer Awards van de steden Unna en Kassel en een prijs van de Japan International League of Artists te Tokio in 1989.

## Oeuvre
Zimmermann componeert werken voor kamerorkest, stem en symfonisch orkest, balletmuziek, en solowerken voor piano, strijkers, blaasinstrumenten en gitaar, waaronder:
- Drei Lieder, op. 5 (1977–78)
- Musica per nove archi, op. 17 (1977)
- Suoni, op. 4 (1978)
- Quartetto d'archi Nr. 1, op. 7 (string quartet N°1, op.7) (1979–1982)
- Introduzione, Allegro, Episodio I - II - III, Alla marcia et Fugato.
- Introduzione e Allegro, op. 12 (1979) symfonie voor groot orkest
- Der Politiker: Braucht der Mensch Freiheit?, op. 6 (1979) voor een spreekstem, contrabas en piano
- Musica, op. 8 (1980) voor cello en piano
- Per Sei, op. 9 (1980) voor fluit, viool, altviool, cello, piano en timpani
- Quartetto d'archi Nr. 2, op. 11 (1980)
- Quartetto d'archi Nr. 3, "Il giuoco", op. 16 (1981)
- Black Box, op. 19 (1981–82) voor hobo, klarinet, hoorn en fagot
- Capriccio, op. 19 (1982) voor een stem en piano
- Duetto, op. 26 (1982) voor cello en gitaar
- Spiegelungen des Tages, op. 34 (1984/90)
- Fantasia duetto, op. 29 (1984) voor fluit en gitaar
- Pezzi Brevi, op. 30 (1984) voor gitaar
- Bianchi-Neri, op. 36 (1984) voor piano
- Pensieri, op. 31 (1984) 3 sonnetten voor tenor, gitaar en fluit
- Plis, op. 37 (1985) Symphony voor tenor en solo instrumenten
- Dialog, op. 38 (1985) voor fluit en piano
- Fuori Dentro, op. 70 (1985) voor piano
- Visione, op. 32 (1985) voor gitaar en piano
- Sonate für violine solo, op. 33 (sonate voor viool solo, op. 33) (1985)
- Pizzicato, op. 68 (1985) voor viool
- Orphische Tänze, op. 43 (1986) Quintet voor fluit, klarinet, altviool, cello en piano
- Aus dem Tagebuch einer Prinzessin, op. 44 (1986) voor piano
- Rapsodie, op. 41 (1986) voor solo viool, gitaar, 2 violen, altviool, cello en contrabas
- L'illusione per cello solo, op. 42 (1986)
- Gehen/Sucht/Morgen, op. 45 (1986) Trio voor altstem, cello en piano
- Panta Rhei, op. 39 (1987) voor viool solo, sopraan, vrouwenkoor en orgel
- Pianorama, op. 59 (1987) Concert voor piano en strijkorkest
- Die Gestundete Zeit, op. 52 (1987) voor stem en instrumentaal ensemble
- Piano Time, op. 46 (1987) Toccata voor piano solo
- Cloccachorda, op. 40 (1987) voor piano
- Quadriga, op. 51 (1987) voor piano
- Spuren innerer Kreise, op. 53 (1988) voor 16 stemmen
- Murooji per chitarra solo, op. 57 (1988)
- Alle 7 Jahre, op. 58 (1989) voor sopraan en piano
- Rhapsodie for Two, op. 52 (1990) voor klarinet en piano
- Wo sich berühren Raum und Zeit, op. 60 (1990) voor negen vrouwenstemmen
- Triptychon, op. 58 (1990) voor trombone en orgel
- Serenade, op. 62 (1992) voor fluit en piano
- In Urbis Honorem, op. 61 (1992) voor gemengd koor en orkest, naar teksten uit "Das Jahr der Stadt" van Georg Schaeffner.
- Incontro, op. 93 (1992) Duettino voor fluit en euphonium
- Gesänge der Liebe, op. 102 (1994–1995) voor sopraan en piano
- Italiam! Italiam!, op. 106 (1995) voor een spreekstem, klarinet en militaire drum
- OMEGA: dentro fuori, op. 57 (1996) voor fluit (met strijkeffecten op de piano)
- Capriccio, op. 63 (1998–1999) voor piano
- Il Flauto magico, op. 77, 1 (1999) voor fluit
- Allegro Giocoso, op. 100 (2000) voor piano
- Esperanza, op. 102 (2000) voor fluit